# Cuiry-lès-Iviers
Cuiry-lès-Iviers település Franciaországban, Aisne megyében. Lakosainak száma 26 fő (2022. január 1.). Cuiry-lès-Iviers Archon, Coingt, Dohis, Iviers, Morgny-en-Thiérache és Saint-Clément községekkel határos.

## Népesség
A település népességének változása:
| Lakosok száma | 66   | 48   | 40   | 40   | 32   | 28   | 28   | 27   | 27   | 26   |
|               | 1968 | 1982 | 1990 | 2006 | 2013 | 2015 | 2017 | 2019 | 2020 | 2022 |